# Henrik Larsson
Henrik Edward Larsson, MBE (pronunție în suedeză [ˈhɛnrɪk ˈlɑːʂɔn]; n. 20 septembrie 1971, Helsingborg, Scania, Suedia) este un fost jucător suedez de fotbal, acum antrenor al echipei suedeze Falkenbergs FF. De-a lungul carierei sale de jucător a câștigat patru titluri de campion al Scoției cu Celtic Glasgow și două titluri de campion al Spaniei și un titlu de campion al Ligi Campionilor cu FC Barcelona. Deși s-a retras din fotbalul internațional în 2006, a revenit la echipa națională suedeză pentru a juca la Campionatul European din 2008.
Pe data de 20 octombrie 2009, Larson a anunțat că se va retrage din activitatea competițională odată cu terminarea sezonului 2009, adică la 1 noiembrie.

## Goluri internaționale
| #  | Data              | Stadion                            | Oponent                    | Scor | Rezultat | Competiția                                             |
| -- | ----------------- | ---------------------------------- | -------------------------- | ---- | -------- | ------------------------------------------------------ |
| 1  | 13 October 1993   | Råsunda, Stockholm                 | Finlanda                   | 2–1  | 3–2      | Calificările pentru Campionatul Mondial de Fotbal 1994 |
| 2  | 20 February 1994  | Joe Robbie Stadium, Miami          | Statele Unite ale Americii | 1–1  | 3–1      | Joe Robbie Cup                                         |
| 3  | 20 April 1994     | Racecourse Ground, Wrexham         | Țara Galilor               | 1–0  | 2–0      | Meci amical                                            |
| 4  | 5 May 1994        | Råsunda Stadium, Stockholm         | Nigeria                    | 2–0  | 3–1      | Meci amical                                            |
| 5  | 16 July 1994      | Rose Bowl, Pasadena                | Bulgaria                   | 3–0  | 4–0      | Campionatul Mondial de Fotbal 1994                     |
| 6  | 17 august 1994    | Råsunda, Stockholm                 | Lituania                   | 4–2  | 4–2      | Meci amical                                            |
| 7  | 1 June 1996       | Råsunda, Stockholm                 | Belarus                    | 5–1  | 5–1      | Calificările pentru Campionatul Mondial de Fotbal 1998 |
| 8  | 14 October 1998   | Neftochimik Stadium, Burgas        | Bulgaria                   | 1–0  | 1–0      | Preliminariile Campionatului European de Fotbal 2000   |
| 9  | 27 March 1999     | Ullevi, Göteborg                   | Luxemburg                  | 2–0  | 2–0      | Preliminariile Campionatului European de Fotbal 2000   |
| 10 | 9 October 1999    | Råsunda, Stockholm                 | Polonia                    | 2–0  | 2–0      | Preliminariile Campionatului European de Fotbal 2000   |
| 11 | 19 June 2000      | Philips Stadion, Eindhoven         | Italia                     | 1–1  | 1–2      | Preliminariile Campionatului European de Fotbal 2000   |
| 12 | 7 October 2000    | Ullevi, Göteborg                   | Turcia                     | 1–0  | 1–1      | Calificările pentru Campionatul Mondial de Fotbal 2002 |
| 13 | 28 February 2001  | Ta' Qali National Stadium, Ta'Qali | Malta                      | 2–0  | 3–0      | Meci amical                                            |
| 14 | 6 June 2001       | Ullevi, Göteborg                   | Republica Moldova          | 1–0  | 6–0      | Calificările pentru Campionatul Mondial de Fotbal 2002 |
| 15 | 6 June 2001       | Ullevi, Göteborg                   | Republica Moldova          | 2–0  | 6–0      | Calificările pentru Campionatul Mondial de Fotbal 2002 |
| 16 | 6 June 2001       | Ullevi, Göteborg                   | Republica Moldova          | 3–0  | 6–0      | Calificările pentru Campionatul Mondial de Fotbal 2002 |
| 17 | 6 June 2001       | Ullevi, Göteborg                   | Republica Moldova          | 6–0  | 6–0      | Calificările pentru Campionatul Mondial de Fotbal 2002 |
| 18 | 15 august 2001    | Råsunda, Stockholm                 | Africa de Sud              | 1–0  | 3–0      | Meci amical                                            |
| 19 | 1 September 2001  | City Stadium, Skopje               | Macedonia de Nord          | 1–0  | 2–1      | Calificările pentru Campionatul Mondial de Fotbal 2002 |
| 20 | 5 September 2001  | Ali Sami Yen Stadium, Istanbul     | Turcia                     | 1–1  | 2–1      | Calificările pentru Campionatul Mondial de Fotbal 2002 |
| 21 | 7 October 2001    | Råsunda, Stockholm                 | Azerbaidjan                | 2–0  | 3–0      | Calificările pentru Campionatul Mondial de Fotbal 2002 |
| 22 | 7 June 2002       | Kobe Wing Stadium, Kobe            | Nigeria                    | 1–1  | 2–1      | Campionatul Mondial de Fotbal 2002                     |
| 23 | 7 June 2002       | Kobe Wing Stadium, Kobe            | Nigeria                    | 2–1  | 2–1      | Campionatul Mondial de Fotbal 2002                     |
| 24 | 16 June 2002      | Ōita Stadium, Ōita                 | Senegal                    | 1–1  | 1–2      | Campionatul Mondial de Fotbal 2002                     |
| 25 | 5 June 2004       | Råsunda, Stockholm                 | Polonia                    | 1–0  | 3–1      | Meci amical                                            |
| 26 | 14 June 2004      | Estádio José Alvalade, Lisabona    | Bulgaria                   | 2–0  | 5–0      | Euro 2004                                              |
| 27 | 14 June 2004      | Estádio José Alvalade, Lisabona    | Bulgaria                   | 3–0  | 5–0      | Euro 2004                                              |
| 28 | 22 June 2004      | Estádio do Bessa Século XXI, Porto | Danemarca                  | 1–1  | 2–2      | Euro 2004                                              |
| 29 | 4 September 2004  | Ta'Qali National Stadium, Ta'Qali  | Malta                      | 7–0  | 7–0      | Calificările pentru Campionatul Mondial de Fotbal 2006 |
| 30 | 9 October 2004    | Råsunda, Stockholm                 | Ungaria                    | 2–0  | 3–0      | Calificările pentru Campionatul Mondial de Fotbal 2006 |
| 31 | 13 October 2004   | Laugardalsvöllur, Reykjavík        | Islanda                    | 1–0  | 4–1      | Calificările pentru Campionatul Mondial de Fotbal 2006 |
| 32 | 13 October 2004   | Laugardalsvöllur, Reykjavík        | Islanda                    | 3–0  | 4–1      | Calificările pentru Campionatul Mondial de Fotbal 2006 |
| 33 | 17 august 2005    | Ullevi, Göteborg                   | Cehia                      | 1–0  | 2–1      | Meci amical                                            |
| 34 | 12 September 2005 | Råsunda, Stockholm                 | Islanda                    | 2–1  | 3–1      | Calificările pentru Campionatul Mondial de Fotbal 2006 |
| 35 | 2 June 2006       | Råsunda, Stockholm                 | Chile                      | 1–0  | 1–1      | Meci amical                                            |
| 36 | 20 June 2006      | RheinEnergieStadion, Köln          | Anglia                     | 2–2  | 2–2      | Campionatul Mondial de Fotbal 2006                     |
| 37 | 20 august 2008    | Ullevi, Göteborg                   | Franța                     | 1–0  | 2–3      | Meci amical                                            |

## Statistici carieră
|                   |               |                         | Campionat | Campionat | Cupă          | Cupă          | Cupa Ligii          | Cupa Ligii          | Continental | Continental | Total   | Total  |
| Club              | Sezon         | Divizia                 | Meciuri   | Goluri    | Meciuri       | Goluri        | Meciuri             | Goluri              | Meciuri     | Goluri      | Meciuri | Goluri |
| Sweden            | Sweden        | Sweden                  | League    | League    | Svenska Cupen | Svenska Cupen | League Cup          | League Cup          | Europe      | Europe      | Total   | Total  |
| ----------------- | ------------- | ----------------------- | --------- | --------- | ------------- | ------------- | ------------------- | ------------------- | ----------- | ----------- | ------- | ------ |
| Högaborg          | 1989          |                         | 21        | 1         | –             | –             | –                   | –                   | –           | –           | 21      | 1      |
| Högaborg          | 1990          |                         | 21        | 7         | –             | –             | –                   | –                   | –           | –           | 21      | 7      |
| Högaborg          | 1991          |                         | 22        | 15        | –             | –             | –                   | –                   | –           | –           | 22      | 15     |
| Helsingborg       | 1992          | Div I Södra             | 31        | 34        | –             | –             | –                   | –                   | –           | –           | 31      | 34     |
| Helsingborg       | 1993          | Allsvenskan             | 25        | 16        | 5             | 1             | –                   | –                   | –           | –           | 30      | 17     |
| Netherlands       | Netherlands   | Netherlands             | League    | League    | KNVB Cup      | KNVB Cup      | League Cup          | League Cup          | Europe      | Europe      | Total   | Total  |
| Feyenoord         | 1993–94       | Eredivisie              | 15        | 1         | 12            | 5             | –                   | –                   | –           | –           | 27      | 6      |
| Feyenoord         | 1994–95       | Eredivisie              | 23        | 8         | 9             | 1             | –                   | –                   | 6           | 7           | 38      | 16     |
| Feyenoord         | 1995–96       | Eredivisie              | 32        | 10        | 4             | 1             | –                   | –                   | 7           | 1           | 43      | 12     |
| Feyenoord         | 1996–97       | Eredivisie              | 31        | 7         | 4             | 0             | –                   | –                   | 6           | 1           | 41      | 8      |
| Scotland          | Scotland      | Scotland                | League    | League    | Scottish Cup  | Scottish Cup  | League Cup          | League Cup          | Europe      | Europe      | Total   | Total  |
| Celtic            | 1997–98       | Premier Division        | 35        | 16        | 4             | 0             | 5                   | 3                   | 2           | 0           | 46      | 19     |
| Celtic            | 1998–99       | Scottish Premier League | 35        | 29        | 5             | 5             | 0                   | 0                   | 8           | 4           | 48      | 38     |
| Celtic            | 1999–2000     | Scottish Premier League | 9         | 7         | 0             | 0             | 0                   | 0                   | 4           | 5           | 13      | 12     |
| Celtic            | 2000–01       | Scottish Premier League | 37        | 35        | 6             | 9             | 2                   | 5                   | 5           | 4           | 50      | 53     |
| Celtic            | 2001–02       | Scottish Premier League | 33        | 29        | 3             | 2             | 1                   | 0                   | 10          | 4           | 47      | 35     |
| Celtic            | 2002–03       | Scottish Premier League | 35        | 28        | 2             | 2             | 2                   | 2                   | 12          | 12          | 52      | 44     |
| Celtic            | 2003–04       | Scottish Premier League | 37        | 30        | 5             | 5             | 1                   | 0                   | 15          | 5           | 58      | 40     |
| Spain             | Spain         | Spain                   | League    | League    | Copa del Rey  | Copa del Rey  | Supercopa de España | Supercopa de España | Europe      | Europe      | Total   | Total  |
| Barcelona         | 2004–05       | La Liga                 | 12        | 3         | 0             | 0             | –                   | –                   | 4           | 1           | 16      | 4      |
| Barcelona         | 2005–06       | La Liga                 | 28        | 10        | 4             | 4             | –                   | –                   | 10          | 1           | 42      | 15     |
| Sweden            | Sweden        | Sweden                  | League    | League    | Svenska Cupen | Svenska Cupen | League Cup          | League Cup          | Europe      | Europe      | Total   | Total  |
| Helsingborg       | 2006          | Allsvenskan             | 15        | 8         | 5             | 4             | –                   | –                   | –           | –           | 20      | 12     |
| England           | England       | England                 | League    | League    | FA Cup        | FA Cup        | League Cup          | League Cup          | Europe      | Europe      | Total   | Total  |
| Manchester United | 2006–07       | Premier League          | 7         | 1         | 4             | 1             | 0                   | 0                   | 2           | 1           | 13      | 3      |
| Sweden            | Sweden        | Sweden                  | League    | League    | Svenska Cupen | Svenska Cupen | League Cup          | League Cup          | Europe      | Europe      | Total   | Total  |
| 2007              | Helsingborg   | Allsvenskan             | 22        | 9         | 1             | 0             | –                   | –                   | 9           | 9           | 32      | 18     |
| 2008              | Helsingborg   | Allsvenskan             | 27        | 14        | 1             | 0             | –                   | –                   | 2           | 0           | 30      | 14     |
| 2009              | Helsingborg   | Allsvenskan             | 20        | 7         | 1             | 0             | –                   | –                   | 4           | 3           | 22      | 10     |
| Total             | Sweden        | Sweden                  | 204       | 111       | 13            | 5             | –                   | –                   | 15          | 12          | 239     | 128    |
| Total             | Netherlands   | Netherlands             | 101       | 26        | 29            | 7             | –                   | –                   | 19          | 9           | 149     | 42     |
| Total             | Scotland      | Scotland                | 221       | 174       | 25            | 23            | 11                  | 10                  | 56          | 34          | 313     | 242    |
| Total             | Spain         | Spain                   | 40        | 13        | 4             | 4             | –                   | –                   | 14          | 2           | 58      | 19     |
| Total             | England       | England                 | 7         | 1         | 4             | 1             | 0                   | 0                   | 2           | 1           | 13      | 3      |
| Total carieră     | Total carieră | Total carieră           | 573       | 325       | 75            | 40            | 11                  | 10                  | 106         | 59          | 772     | 434    |

| Suedia | Suedia  | Suedia |
| Year   | Meciuri | Goluri |
| ------ | ------- | ------ |
| 1993   | 2       | 1      |
| 1994   | 14      | 5      |
| 1995   | 6       | 0      |
| 1996   | 6       | 1      |
| 1997   | 2       | 0      |
| 1998   | 7       | 1      |
| 1999   | 9       | 2      |
| 2000   | 8       | 2      |
| 2001   | 10      | 9      |
| 2002   | 8       | 3      |
| 2003   | 1       | 0      |
| 2004   | 9       | 8      |
| 2005   | 5       | 2      |
| 2006   | 6       | 2      |
| 2007   | 0       | 0      |
| 2008   | 9       | 1      |
| 2009   | 4       | 0      |
| Total  | 106     | 37     |

## Palmares

### Club
Feyenoord
- KNVB Cup (2): 1993–94, 1994–95

Celtic
- Scottish Premier League (4): 1997–98, 2000–01, 2001–02, 2003–04
- Cupa Scoției (2): 2000–01, 2003–04
- Scottish League Cup (2): 1997–98, 2000–01

Barcelona
- La Liga (2): 2004–05, 2005–06
- Supercopa de España (1): 2005
- Liga Campionilor UEFA (1): 2005–06

Helsingborg
- Svenska Cupen (1): 2006

Manchester United
- Premier League (1): 2006–07

### Internațional
- FIFA World Cup Bronze Medal: 1994

### Individual
- Guldbollen: 1998, 2004
- SFWA Footballer of the Year: 1999, 2001
- SPFA Players' Player of the Year: 1999, 2001
- SPL Top Scorer: 1999, 2001, 2002, 2003, 2004
- Scottish Premier League Player of the Month: September 2000
- European Golden Boot: 2001
- UEFA Euro 2004 Team of the Tournament
- Scottish Football Hall of Fame
- Tidernas Guldboll (All-time best Swedish football player): 2005[3]
- All-time UEFA Cup/Europa league goalscorer: 40 goals

Orders and special awards
- UEFA Jubilee Awards – Greatest Swedish Footballer of the last 50 Years: 2003
- Honorary Doctor of the University from the University of Strathclyde: 2005[4]
- Member of the Order of the British Empire: 2006[5]
- H. M. The King's Medal: 2007